# Stacja Narciarska Kamienica

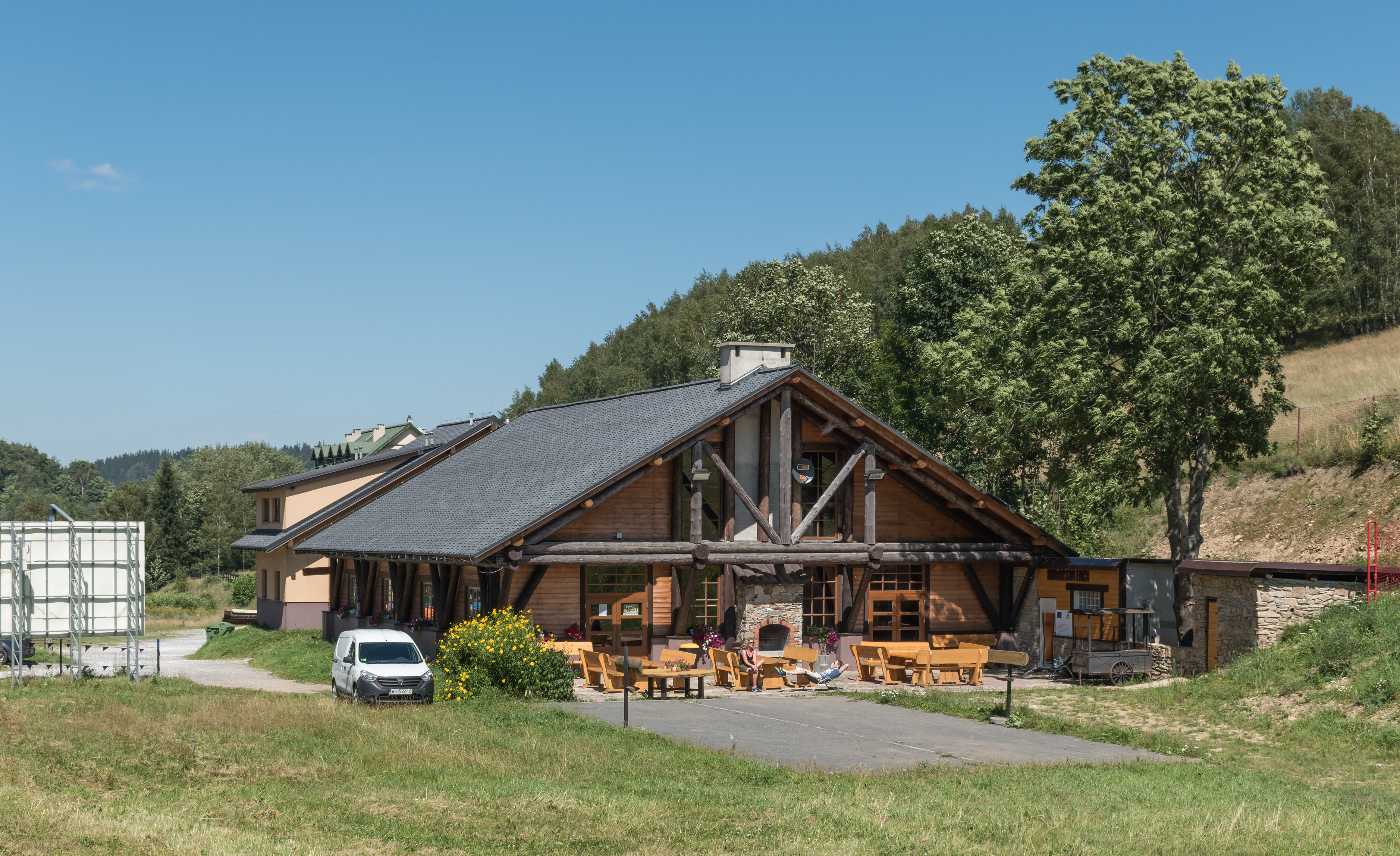
Restauracja

Stacja Narciarska Kamienica – ośrodek narciarski w polskich Sudetach Wschodnich w Masywie Śnieżnika na północnych zboczach północnego wierzchołka góry Zawada (778 m n.p.m.) we wsiach Kamienica i Bolesławów w gminie Stronie Śląskie.

## Wyciągi i trasy
Wypłaszczenie po północnej stronie pod szczytem północnego wierzchołka Zawady nosi nazwę Góry Oliwnej (647 m n.p.m.). W pobliżu tego szczytu znajduje się Ogrójec – miejsce kultu religijnego z 1833 roku, z grupą kamiennych rzeźb w stylu naiwnym, przedstawiających śpiących apostołów i modlącego się Chrystusa. Na zachodnich i północno-wschodnich zboczach Góry Oliwnej rozłożona jest Stacja Narciarska Kamienica, która dysponuje 4 wyciągami:
- 4-osobowy wyciąg krzesełkowy „Bolek” (na północno-wschodnim zboczu opadającym w kierunku Bolesławowa) o długości 400 m i przewyższeniu 90 m; wzdłuż wyciągu biegnie trasa narciarska o czerwonym stopniu trudności

oraz 3 wyciągi na zboczach zachodnich opadających w kierunku Kamienicy:
- wyciąg orczykowy nr 1 o długości 436 m i przewyższeniu 104 m z czerwoną trasą zjazdową
- 2 wyciągi orczykowe (nr 2 i 3) o długości 270 m i przewyższeniu 69 m każdy, z niebieskimi trasami zjazdowymi.

Wszystkie trasy są oświetlone, naśnieżane i ratrakowane.
Między trasami 3 i 4 znajduje się nieczynny wyciąg o długości 97 m, wzdłuż którego istnieje trasa narciarska o przewyższeniu 26 m.

## Ośrodek i pozostała infrastruktura
Przy dolnej stacji wyciągu znajdują się:
- dwie wypożyczalnie i serwisy narciarskie: „Winter Sport” i „Sudety Sport”
- dwa punkty gastronomiczne
- szkółka narciarska „Sudety Sport”.

Stacja jest członkiem Stowarzyszenia Polskie stacje narciarskie i turystyczne.
Ośrodek jest członkiem „Ski Regionu Śnieżnik”, obejmującego trzy ośrodki narciarskie: Kamienicę, Czarną Górę i Stację Narciarską Lądek Zdrój (w której planowany jest również wyciąg krzesełkowy). We wszystkich trzech ośrodkach obowiązuje wspólny karnet BlackCard. Między stacjami będzie kursował darmowy skibus, a nowe inwestycje zwiększą przepustowość do 17 tys. osób na godzinę.

## Operator
Operatorem ośrodka jest spółka Stacja Narciarska Kamienica sp. z o.o. (KRS 0000051550) zarejestrowana w KRS 11 października 2001 roku. Siedziba spółki mieści się we Wrocławiu przy ul. Elbląskiej 53. Udziałowcami spółki o kapitale 990 tys. zł są 4 osoby fizyczne. Prezesem zarządu jest Stanisław Anioł.

## Historia
Stację narciarską na zboczu Zawady uruchomiono 20 grudnia 2002 roku. 31 stycznia 2014 roku ruszył wyciąg krzesełkowy. Rozbudowa ośrodka była współfinansowana ze środków Europejskiego Funduszu Rozwoju Regionalnego oraz z budżetu państwa w ramach Regionalnego Programu Operacyjnego dla Województwa Dolnośląskiego na lata 2007–2013: „Fundusze Europejskie dla rozwoju Dolnego Śląska” Priorytet 1: Wzrost konkurencyjności dolnośląskich przedsiębiorstw „Przedsiębiorstwa i Innowacyjność”. Tytuł projektu: „Rozbudowa i wdrożenie nowych usług turystycznych w Stacji Narciarskiej «Kamienica»”.
W rankingu Onetu w 2014 roku stacja zajęła 3. miejsce w kategorii najlepszych małych ośrodków narciarskich.